# Call of Juarez: The Cartel
Call of Juarez: The Cartel  (рус. Зов Хуареса: Картель) — компьютерная игра, шутер от первого лица в стиле вестерн, но происходящая в наше время в городе Лос-Анджелесе и Мексике, где игроку достаётся роль сотрудника правоохранительных органов, разработанная польской компанией Techland и изданная компанией Ubisoft. Целевые платформы: ПК (Microsoft Windows), PlayStation 3, Xbox 360; также велась работа по выпуску игры для сервиса OnLive.
Версии игры для Xbox 360 и PlayStation 3 поступили в продажу 19 июля, а PC-версия вышла 9 сентября 2011 года.

## Сюжет
Действие игры разворачивается в 2011 году. Сюжет разворачивается после того как один из крупнейших наркокартелей устроил террористический акт, в результате которого погибают сотни невинных людей. Правительство приняло решение уничтожить картель и поручило это опасное задание специальной группе, состоящей из следующих людей:
- Агента ФБР Ким Эванс (Kim Evans).
- Агента управления по борьбе с наркотиками Эдди Герра (Eddie Guerra).
- Детектива полиции Бен Макколл (Ben McCall).

Во время поиска руководителя картеля спецгруппа сталкивается с рядом препятствий и трудностей, которые вынуждают их на путешествие из Лос-Анджелеса, штат Калифорния, через Аризону и Нью-Мексико в Сьюдад-Хуарес, Мексика. Чтобы разнообразить повествование, у каждого из персонажей есть собственные личные проблемы и демоны, которые проявятся в ходе повествования.
После взрыва в здании УБН, Джессика, дочь Стоуна, сообщила детективу Макколлу обо всем происходящем. За всем стоит гангстер по имени Антонио Альварес, бывший сослуживец Бена и Патрика, который убил вьетнамскую девушку и шантажировал Стоуна, чтобы тот не выдал его.
Герои направляются в парк Секвойя для уничтожение полей конопли, чтобы оставить улики против Аранья. Они с трудом уничтожают наркотические поля, и совершают любые полицейские подвиги (таких как, совместный рейд на порту Лос-Анджелеса, чтобы спасти всех женщин; расследование в клубе «Сладкие штучки»).
Эдди во время операции узнает от шантажиста, что гангстеры пытаются добраться до Джессики, чтобы избавиться от улик, и тогда он убеждает Макколла и Эванс отвезти её в новое секретное место. Вместе с Демпси они попадают в засаду, устроенную гангстерами Аранья, в ходе которого погибает сам Демпси, а Бену, Эдди, Ким и Джесс чудом удалось скрыться. В укрытии Джессика узнает от Кевина Данливи, бывшего агента ФБР, что Патрик перед смертью передал Кевину улики на картель Мендосы. Встреча состоится на крыше Панорамы. Группа разделяется: Эванс обеспечит снайперское прикрытие, а Бен и Эдди втайне сопровождают Джессику на место встречи. Эванс убивает Данливи по доносу Уоттерса. Перед смертью Данливи говорит: «Орлиный перевал». Джессика оказалась на сцене террора, и она убегает, а Альварес гонится за ней. Трое с боем продвигаются на её поиски, но безуспешно.
Тем временем группа узнает, что Хесус готовит деньги, чтобы расплатиться с поставщиком. Через информатора Эдди Флако они узнали местонахождение Хесуса, сына Хуана Мендосы — в клубе «Эльдорадо». Во время перестрелки и погони они чудом схватили Хесуса. Через него они узнали, что оружейным поставщиком является Майкл Дюк, директор «Миротворцев». Именно он несет ответственность за поставки оружия картелю Мендосы.
Собрав необходимые данные, Эдди переодевается в Хесуса, и группа под прикрытием приезжает в заброшенный город, где состоится встреча с Дюком. Также они встречают Альвареса. Он узнает героев, но не выдает их. Альварес признается Ким, что он похитил Джессику и что Уоттерс был связан с картелем. В обмен на сделку он предлагает ей уничтожить улики Стоуна и не подпускать Макколла к ним. Однако Эванс сомневается в этом и боится, что это приведет к смерти Джессики. Узнав от Эванс всю правду, Бен решает ускорить дело, чтобы спасти Джесс. Мендоса в телефонном разговоре с Макколлом предлагает ему вернуть Хесуса в обмен на жизнь Джессики. Тот соглашается. Но это вызвало недовольство Антонио, ведь если Хесус сдаст его Хуану, то сам Мендоса убьет его как предателя. Он предлагает Эванс убить Хесуса, чтобы покончить с Джессикой, но та отказывается.
Тем временем Дюк изменил условия: Мендоса обменяет пушки за сокровища ацтеков, и чтобы подготовить их, Дюк с гангстерами совершает ограбление национального музея Хуареса.
Группа возвращает Хесуса гангстерам, а те возвращают Джессику. Но когда они проходят мимо друг друга, Альварес из снайперской винтовки одним выстрелом убивает Хесуса с Джессикой. Герои, убив всех гангстеров Мендосы, везут Джессику в больницу. Последними её словами было то, что улики на картель находятся у Эдди, и умирает.
Бен приходит в ярость и обвиняет Эдди в том, что тот украл у Данливи ключ на глазах у Джессики, а Эванс пытается убедить Бена, что Данливи работает на картель. Тот не верил ей, зная что Альварес обещал сдать Дюка, в обмен на украденные деньги Мендосы.
Герои направляются в Орлиный перевал, и достают с помощью ключа диск с записью Стоуна. По его словам, Шейн Диксон была связана с картелем Мендосы, именно она свела Мендосу с торговцем оружия. Но они не выяснили, кто был шпионом внутри картеля. Последними словами Стоуна были мольбы о прощении, снисхождении и просьба защищать Джессику, как единственную свидетельницу по делу Мендосы. Тем временем Альварес указал группе место, где гангстеры прятали оружие с золотом. Пройдя через тоннель, который ведет через границу, группа захватывает грузовики с оружием и уничтожают их. Альварес втайне подставляет Дюка, и тот в ярости обещает отомстить Хуану.
Тем временем трио пробивается с боем на поиски Дюка. Добравшись до церкви, Майкл не хотел попасть в плен, и за что будет убит. После этого герои решают взять Мендосу живым, чтобы получить от него показания о картеле. Пробравшись через рынки, они наконец достигли форта и, прорвавшись с боем, поймали Мендосу. Хуан погибает от выстрела беспилотника, не сказав, кто стоит за подкупом чиновников министерства юстиции. Бен говорит, что это ещё не провал, ведь Альварес все ещё на свободе. Добравшись до подземного гаража, они наконец-то схватили Альвареса. Бен пытается отомстить ему за Джесс, но Ким не дает ему этого сделать, она говорит Бену правду: Альварес был рассекреченным шпионом внутри картеля, и именно он знает все показания. А Эдди раскрывает свою криминальную правду. Бен не мог поверить в её правду, и решает убить всех напарников. Но от кого произойдет эта концовка? (см.стр. Концовки)

## Персонажи
- Бен Макколл — полицейский Лос-Анджелеса, ветеран войны во Вьетнаме, потомок Рэя Макколла . В русской версии озвучивает Михаил Георгиу[4].
- Эдди Гуэрра — агент отдела по борьбе с наркотиками, является азартным игроком, который любит нарушать закон в свою пользу. Он единственный агент, который выжил после взрыва в здании УБН. В русской версии озвучивает Илья Исаев[4].
- Кимберли Эванс — агент ФБР. Связана с бандами Лос-Анджелеса. По ошибке застрелила Данливи из снайперской винтовки, и позже была арестована в хорошей концовке. В русской версии озвучивает Рамиля Искандер[4].
- Джессика Стоун — дочь Патрика Стоуна, свидетельница причастности картеля Мендозы к взрыву здания управления по борьбе с наркотиками. Погибла от тяжелых ранений, но перед смертью она успела сказать, что Эдди Герра связан с картелем Мендосы. В русской версии озвучивает Наталья Фищук.
- Хесус Мендоза — Сын Хуана Мендозы, мафиози, который занимается продажей бомб.[4]. Убит Альваресом вместе с Джесс. В русской версии озвучивает Илья Бледный.
- Антонио Альварес — мафиози, который связан с картелем Мендозы. Бывший сослуживец Патрика Стоуна и Бена Маккола. Главный антагонист игры. В русской версии озвучивает Леонид Белозорович
- Хуан Мендоза — главарь мексиканского наркокартеля. Чтобы не попасть под арест, он был убит беспилотным аппаратом. Озвучивает Виктор Бохон.
- Флако — информатор, убит людьми Хесуса[4].
- Патрик Стоун — агент ФБР и бывший сослуживец Бена Маккола и Антонио Альвареса. Именно он вел дело о продаже оружия картелю Мендозы. Погиб при взрыве в здании управления по борьбе с наркотиками.
- Шейн Диксон — Помощница заместителя Генпрокурора США, возглавляет спец группу по уничтожению картеля Мендозы. Позже выясняется, что Диксон работает на картель. В хорошей концовке, она была арестована.
- Майкл Дюк — глава компаний «Peacekeepers International», которая продает оружие картелю Мендозы. На кладбище Хуареса он не хотел сдаваться опергруппе и был убит.
- Кевин Данливи — бывший агент ФБР, которому передал Патрик Стоун улики на картель Мендозы. Убит людьми Альвареса.
- Аллен Уоттерс — директор ФБР, позже выясняется, что Уоттерс работал на картель. Под давлением подкупа, он приказал Эванс убить Данливи, чтобы избавиться от улик и убить Джессику. Озвучивает Сергей Чихачев.
- Шантажист — человек, который угрожал Эдди доставить улики в аэропорт. В русской версии озвучивает Олег Щербинин.

## Оружие
Игра предлагает выбор из более чем 30 видов оружия. К ним относятся пистолеты, пистолеты-пулеметы, дробовики, снайперские винтовки, штурмовые винтовки, гранатомёты и гранаты. Во время игры боеприпасы и другие виды оружия подбираются с тел убитых врагов.

## Концовки
| Плохие        | Плохие                                          | Плохие |
| Персонаж      | Условие концовки                                | События после концовки |
| ------------- | ----------------------------------------------- | --- |
| Эдди Герра    | Эдди убивает Бена и Эванс                       | Шантажист ворвался в дом и убивает Эдди, а тем временем Шейн Диксон назначается на пост заместителя генпрокурора. |
| Ким Эванс     | Ким убивает Бена и Герру                        | Шейн Диксон назначается на пост генпрокурора, награждая Эванс медалью ФБР за отвагу, но Эванс, от своей обиды к напарникам, ударяет Диксон в лицо, после чего её арестовывают.                                                                                                  |
| Бен Макколл   | Бен убивает Герру и Эванс                       | Бен приговорен к пожизненному заключению, за убийство двух напарников. Тем временем, США готовит ввод американских войск в Мексику. |
| Хорошая       |                                                 | |
| Все персонажи | Они доставляют Альвареса в министерство юстиции | Альварес дает показания против Диксон. Диксон, Герра и Эванс были арестованы за все совершённые преступления. «Миротворцы» обвинены в контрабанде оружия. Результат операции: отказ от войны с Мексикой. Бен Макколл Идет на могилы Джессики и Патрика, чтобы прочесть молитвы. |

## Отзывы критиков
| Сводный рейтинг       | Сводный рейтинг                           |
| Агрегатор             | Оценка                                    |
| --------------------- | ----------------------------------------- |
| GameRankings          | (PC) 58,50 % (X360) 47,52 % (PS3) 45,94 % |
| Metacritic            | (PS3) 48/100 (X360) 47/100 (PC) -/100     |
| Русскоязычные издания |                                           |
| Издание               | Оценка                                    |
| PlayGround.ru         | 4,7/10                                    |

Игра Call of Juarez: The Cartel получила в основном негативные отзывы критиков. Объединённый обзор сайтов GameRankings и Metacritic дали версии для PC 58,50 % и -/100, для версии Xbox 360 47,52 % и 47/100 и для версии PlayStation 3 45,94 % и 48/100. IGN подвергли критике графику и повторяющиеся задания игры, поставив тем самым 4,5 из 10 баллов. Eurogamer поставили рейтинг 6 из 10. Joystiq дали игре 1,5 из 5 звёзд.